# العلاقات البحرينية التشادية
العلاقات البحرينية التشادية هي العلاقات الثنائية التي تجمع بين البحرين وتشاد.

## مقارنة بين البلدين
هذه مقارنة عامة ومرجعية للدولتين:
| وجه المقارنة                                              | البحرين       | تشاد                      |
| --------------------------------------------------------- | ------------- | ------------------------- |
| المساحة (كم2)                                             | 765           | 1.28 مليون                |
| عدد السكان (نسمة)                                         | 1.49 مليون    | 15.23 مليون               |
| الكثافة السكانية (ن./كم²)                                 | 194.77 ألف    | 11.9                      |
| العاصمة                                                   | المنامة       | انجمينا                   |
| اللغة الرسمية                                             | اللغة العربية | لغة فرنسية، اللغة العربية |
| العملة                                                    | دينار بحريني  | فرنك وسط أفريقي           |
| الناتج المحلي الإجمالي (بليون دولار)                      | 35.31 مليار   | 9.98 مليار                |
| الناتج المحلي الإجمالي (تعادل القوة الشرائية) بليون دولار | 64.16 مليار   | 30.54 مليار               |
| الناتج المحلي الإجمالي الاسمي للفرد دولار أمريكي          | 22.60 ألف     | 775                       |
| الناتج المحلي الإجمالي للفرد دولار أمريكي                 | 45.50 ألف     | 2.18 ألف                  |
| مؤشر التنمية البشرية                                      | 0.824         | 0.392                     |
| رمز المكالمات الدولي                                      | +973          | +235                      |
| رمز الإنترنت                                              | .bh           | .td                       |
| المنطقة الزمنية                                           | ت ع م+03:00   | ت ع م+01:00               |

## منظمات دولية مشتركة
يشترك البلدان في عضوية مجموعة من المنظمات الدولية، منها:
| علم المنظمة | اسم المنظمة                               | تاريخ انضمام البحرين | تاريخ انضمام تشاد |
| ----------- | ----------------------------------------- | -------------------- | ----------------- |
|             | يونسكو                                    | 18 يناير 1972        | 19 ديسمبر 1960    |
|             | وكالة ضمان الاستثمار متعدد الأطراف        | 12 أبريل 1988        | 11 يونيو 2002     |
|             | الأمم المتحدة                             | 21 سبتمبر 1971       | 20 سبتمبر 1960    |
|             | الاتحاد البريدي العالمي                   | ?                    | ?                 |
|             | البنك الدولي للإنشاء والتعمير             | 15 سبتمبر 1972       | 10 يوليو 1963     |
|             | منظمة التعاون الإسلامي                    | ?                    | ?                 |
|             | منظمة حظر الأسلحة الكيميائية              | ?                    | ?                 |
|             | الاتحاد الدولي للاتصالات                  | 1975                 | 25 نوفمبر 1960    |
|             | مؤسسة التمويل الدولية                     | 22 سبتمبر 1995       | 2 أبريل 1998      |
|             | المركز الدولي لتسوية المنازعات الاستشارية | 15 مارس 1996         | 14 أكتوبر 1966    |
|             | منظمة التجارة العالمية                    | ?                    | ?                 |
|             | منظمة الشرطة الجنائية الدولية             | ?                    | ?                 |

## وصلات خارجية
- موقع وزارة الخارجية البحرينية